# ジャマル・アル・シャリフ
ジャマル・アル・シャリーフ、ジャマール・アッ＝シャリーフ（アラビア語: جمال الشريف, 英: Jamal Al Sharif, 1956年12月8日 - ）はシリア出身の元サッカー審判員である。

## 概要
1985年にFIFAのライセンスを取得し国際審判員として活動した。現在はテレビやラジオにおいてコメンテーターとして活躍している。母語であるアラビア語の他に、第二言語として英語を使用できる。1986年にFIFA国際審判団に選出され、1986 FIFAワールドカップにおいて2試合、1990 FIFAワールドカップで1試合、1994 FIFAワールドカップで3試合において主審を務めた。
AFCアジアカップ1992とAFCアジアカップ1996でも主審を務め、特に日本で開催された1992年大会では決勝戦の主審も務めている。
また、1988年ソウルオリンピックのサッカー競技やキング・ファハド・カップ1992(FIFAコンフェデレーションズカップの前身となった大会)においても主審を務めた。
2011年には、IFFHSが選ぶ4半世紀の審判100人において、第117位に選ばれた。

## 担当した主な国際大会

### 1986 FIFAワールドカップ
1986 FIFAワールドカップでは2試合を担当した。
- グループC:  カナダ vs  ハンガリー
- 決勝トーナメント1回戦:  イングランド vs  パラグアイ

### 1990 FIFAワールドカップ
1990 FIFAワールドカップでは1試合を担当した。
- グループA:  オーストリア vs  アメリカ合衆国

### 1994 FIFAワールドカップ
1994 FIFAワールドカップでは3試合を担当した。
- グループA:  コロンビア vs  ルーマニア
- グループB:  ロシア vs  カメルーン
- 決勝トーナメント1回戦:  メキシコ vs  ブルガリア